# 남아프리카 공화국의 언어
남아프리카 공화국에서는 적어도 35개의 언어가 쓰이며, 그 가운데 공용어는 남은데벨레어와 벤다어, 북소토어, 소토어, 스와티어, 아프리칸스어, 영어, 줄루어, 총가어, 츠와나어, 코사어로 총 11개다. 그 밖에도 남아프리카 공화국 헌법에서 발전과 사용 증진을 명문화한 비공용어가 있다.
대부분의 남아프리카 공화국인은 두 개 이상의 언어를 쓸 수 있으며, 공용어와 비공용어를 같이 쓰는 경우에 양층언어 현상이 자주 일어난다.

## 언어 통계
남아프리카 공화국에서 제1언어로 가장 많이 쓰이는 언어는 줄루어로 인구의 약 23%가 쓰며, 코사어는 16%, 아프리칸스어는 14%가 쓴다. 영어는 인구의 약 9.6%가 제1언어로 쓰지만 대부분의 도시 지역에서 통용되며 정부와 언론에서 가장 많이 쓰는 언어다.
대부분의 남아프리카 공화국인은 반투어군에 속하는 언어를 쓰는데, 소토츠와나어 계열(소토어, 북소토어, 츠와나어)의 언어를 쓰거나 응구니어 계열(줄루어, 코사어, 스와지어, 남은데벨레어)의 언어를 쓴다. 각 계열 안의 언어들 사이에서는 원어민들끼리 대부분 서로 알아듣는다. 응구니어 계열의 언어들은 남동부에서 많이 쓰이며 소토츠와나어 계열의 언어들은 북부에서 많이 쓰인다. 하우텡주는 언어가 가장 많이 뒤섞인 곳으로, 거의 비슷한 수의 응구니어 계열 언어 화자와 소토츠와나어 계열 언어 화자, 인도유럽어족 언어 화자가 있으며 코에코에어 화자도 있다. 아프리칸스어는 중부와 북부의 농촌에 사는 남아프리카 공화국 흑인들 사이에서 제2언어나 제3, 4언어로 쓰인다.
남아프리카 영어는 영국 영어에서부터 나온 방언의 일종이다. 언어학자 로저 래스에 따르면 백인 남아프리카 영어에 세 가지 계층이 있는데, 지식층(Cultivated) 영어는 상류층이 쓰며 영국 영어의 용인발음과 비슷하고, 일반층(General) 영어는 중산층이 쓰며 가장 흔하게 나타나는 계층이고, 보편층(Broad) 영어는 노동 계층이 쓴다. 흑인 남아프리카 영어는 영어가 다수의 언어가 아닌 곳에서 제2언어 화자들 사이에서 교육 과정을 거쳐 생긴 영어이기 때문에 비교적 새로운 영어로 다룬다. 1994년 인구조사 결과 흑인 가운데 약 7백만 명이 영어를 할 줄 알았다. 흑인 남아프리카 영어는 남아프리카 공화국 정부가 1953년에 제정한 반투 교육법에 따라 학교에서 아프리카 원주민들의 언어를 쓰도록 했을 때 생겨났다. 반투 교육법이 시행되며 대부분의 영어 원어민 교사들이 학교에서 사라졌고, 이에 따라 흑인 학생들이 표준 영어에 노출될 기회가 줄어들었다. 그 결과 흑인 학생들이 다니는 학교에서 쓰이는 영어는 발음이나 통사적인 부분에서 독특한 특징을 나타내는 방향으로 발전해 흑인 남아프리카 영어가 만들어지는 계기가 됐다. 모어 진흥 정책은 실패했고, 1979년에 반투교육부는 학교에서 어떤 언어로 가르칠지 스스로 정할 수 있도록 바꾸었다. 영어는 사회적, 경제적 발전의 핵심 도구로 여겨졌기 때문에 영어를 선택하는 경우가 많았다.
비공용어 가운데 가장 빠른 속도로 화자가 증가하는 언어는 포르투갈어다. 처음에는 주로 마데이라 제도 출신들로 이루어진 포르투갈 이민자들이 썼으며, 앙골라와 모잠비크가 포르투갈로부터 독립한 뒤에는 앙골라와 모잠비크 출신 흑인 및 백인 이민자와 난민들이 유입돼 포르투갈어 화자가 늘었다. 프랑스어 또한 중앙아프리카 출신 이민자와 난민들이 들어오면서 화자가 늘었다. 요하네스버그와 프리토리아, 케이프타운, 더반과 같은 대도시에는 북아프리카 및 중앙아프리카, 서아프리카의 언어들이 유입됐다.
2011년 남아프리카 공화국 인구조사 결과에 따르면 제1언어 화자별 수치는 다음과 같다.
| 언어         | 제1언어 화자 | 총 인구 대비 비율(%) |
| ------------ | ------------ | -------------------- |
| 줄루어       | 11,587,374   | 22.7%                |
| 코사어       | 8,154,258    | 16.0%                |
| 아프리칸스어 | 6,855,082    | 13.5%                |
| 영어         | 4,892,623    | 9.6%                 |
| 북소토어     | 4,618,576    | 9.1%                 |
| 츠와나어     | 4,067,248    | 8.0%                 |
| 소토어       | 3,849,563    | 7.6%                 |
| 총가어       | 2,277,148    | 4.5%                 |
| 스와지어     | 1,297,046    | 2.5%                 |
| 벤다어       | 1,209,388    | 2.4%                 |
| 남은데벨레어 | 1,090,223    | 2.1%                 |
| 수화         | 234,655      | 0.5%                 |
| 기타 언어    | 828,258      | 1.6%                 |
| 총계         | 50,961,443   | 100.0%               |